# Famille Serruys
Pour les articles homonymes, voir Serruys.
Cette page explique l’histoire ou répertorie les différents membres de la famille Serruys.
La famille Serruys (olim Cerou et Serru), établie à Ostende dès la fin du XVIIIe siècle, a produit de nombreuses personnalités dans le domaine de la politique, du droit et des affaires.
Son ancienneté remonte à 1654.

## Origine
Issue d’Alexandre Cerou, qui épouse Marie Leys à Ruddervoorde le 19 avril 1654. Son fils Pierre Cerou est bailli de Ruddervoorde. Son petit-fils Jean-Baptiste Serru (1687-1761), seigneur de Houtschen, est bailli de Ruddervoorde,.

## Personnalités de cette famille
- Jean-Baptiste-Hubert Serruys, bourgmestre d'Ostende.
- Henri Serruys, bourgmestre d'Ostende.
- Auguste Serruys

## Héraldique
| Armes | Description | Blasonnement                                                                                | Image |
| --- | --- | ------------------------------------------------------------------------------------------- | ----- |
| Armes familiales originales                                                                               | Pierre Cerou, frère d’Alexandre, Bailli de Ruddervoorde, né en 1655, fut inhumé sous une pierre tombale armoriée portant ces armes parlantes                                                              | de sinople à deux clefs d’argent passées en sautoir, les pannetons en haut                  |       |
| Armes nouvelles (venant probablement d'une alliance avec la famille Ballet ou van der Perre)              | Ces armes se trouvent sur deux vitraux armoriés en la chapelle du Sacré-Cœur de Jette. Offertes par Madame Charles Serruys (*1811 +1885) et Madame Jacques van der Kun, née Eugénie Serruys (*1821 +1891) | de gueules au griffon d’argent, au chef d’or chargé d’une aigle bicéphale de sable issante  |       |
| Variante des nouvelles armes (venant probablement d'une alliance avec la famille Ballet ou van der Perre) | Il existe une variante des armes nouvelles | de sable au lion d’or, au chef d’or à l’aigle bicéphale éployée de sable, becquée de gueule |       |